# Sheffield Wednesday FC
Sheffield Wednesday Football Club (engleză ˈʃɛfild ˈwɛnzdeɪ, -di) este un club de fotbal din Sheffield, Anglia, care evoluează în The Championship.
Clubul a fost înființat în 1867 ca o ramură a The Wednesday Cricket Club (care fusese înființat în 1820), și a purtat denumirea The Wednesday Football Club până în 1929.
Sheffield Wednesday este unul dintre cele mai vechi cluburi de fotbal din lume și al doilea cel mai vechi club de fotbal din Anglia. În 1868, echipa a câștigat Cupa Cromwell, doar al doilea turneu de fotbal organizat vreodată. Sheff.Wed a fost membru fondator și campioană în prima ediție a Alianței Fotbalului în 1889, înainte de a se alătura Ligii de Fotbal trei ani mai târziu. În 1992, au devenit membri fondatori ai Premier League. Echipa și-a petrecut cea mai mare parte din istoria ligii în eșalonul de elită al fotbalului englez, dar nu a mai jucat la acel nivel de când a retrogradat în 2000.
Bufnițele, așa cum sunt porecți, sunt una dintre cele mai de succes echipe din fotbalul englez, cu patru titluri de campioană, trei Cupe ale Angliei, o Cupă a Ligii și o Supercupă (Community Shield). Wednesday a jucat în patru sezoane ale Cupei UEFA sau predecesoarei, ajungând în sferturile de finală ale Cupei Orașelor Târguri în 1963. În 1991, a învins-o pe Manchester United cu 1–0 în finala Cupei Ligii deși evolua în eșalonul secund, fiind în continuare ultima echipă care a câștigat unul dintre trofeele majore ale fotbalului englez deși nu se afla în divizia de elită.
În secolul al XIX-lea, echipa și-a disputat meciurile pe mai multe stadioane din centrul orașului Sheffield, inclusiv Olive Grove și Bramall Lane. Din 1899, clubul și-a jucat toate meciurile de acasă pe stadionul Hillsborough, un stadion cu o capacitate de aproape 40.000 de locuri în suburbia Owlerton din nord-vestul Sheffield.
Cea mai mari rivală este concitadina Sheffield United, meciul direct fiind numit Steel City Derby.

## Palmares
- Football Alliance: 1889-90

- Football League First Division: 1902-03, 1903-04, 1928-29, 1929-30

- Football League Second Division: 1899-00, 1925–26, 1951–52, 1955–56, 1958–59

- FA Cup: 1895-96, 1906-07, 1934-35

- League Cup: 1990-91

- F.A. Community Shield: 1935